# Geelpootmeeuw
De geelpootmeeuw (Larus michahellis) is een zeevogel uit de familie van de meeuwen (Laridae).

## Kenmerken
Volwassen geelpootmeeuwen lijken sterk op zilvermeeuwen, maar hebben gele in plaats van roze poten. Tevens heeft de soort net als de kleine mantelmeeuw een rode oogring, in tegenstelling tot de donkergele oogring van de zilvermeeuw. De rug van de geelpootmeeuw is donkerder dan die van de zilvermeeuw, maar lichter dan die van de kleine mantelmeeuw.
Een onvolwassen geelpootmeeuw is voor de leek lastiger van een zilvermeeuw te onderscheiden, maar over het algemeen kan gezegd worden dat een geelpootmeeuw een wat lichtere indruk maakt. Dit is echter geen hard determinatiekenmerk en er is behoorlijk wat kennis en ervaring vereist om onvolwassen vogels te determineren. Dit gaat overigens voor vrijwel alle meeuwensoorten op.

## Taxonomie
De geelpootmeeuw maakt deel uit van het zilver-kleine mantel-complex, dat bekend staat om zijn complexe en problematische taxonomie. Vroeger werd de soort meestal als ondersoort van de zilvermeeuw beschouwd, maar hij is ook wel geclassificeerd als ondersoort van de Pontische meeuw. Tegenwoordig wordt de geelpootmeeuw echter als zelfstandige soort beschouwd, die niet nauw verwant is met de Pontische meeuw.

## Voedsel
De geelpootmeeuw eet ongeveer hetzelfde voedsel als de zilvermeeuw: Zee-egels, mosselen, kokkels, krabbetjes, wormen en afval.

## Verspreiding en leefgebied
Deze soort komt voornamelijk rond de Middellandse Zee en in het Midden-Oosten voor. In Nederland en België is de geelpootmeeuw een regelmatige gast en wordt het meest in de late zomer en het vroeg najaar waargenomen.
De soort telt twee ondersoorten:
- L. m. atlantis: de Azoren, Madeira en de Canarische eilanden.
- L. m. michahellis: westelijk en zuidelijk Europa, noordwestelijk Afrika en het mediterrane gebied.

## Status
De grootte van de populatie is niet gekwantificeerd, mede door taxonomische opsplitsingen. Men veronderstelt dat de soort in aantal vooruit gaat. Om deze redenen staat de geelpootmeeuw als niet bedreigd op de Rode Lijst van de IUCN.

## Afbeeldingen

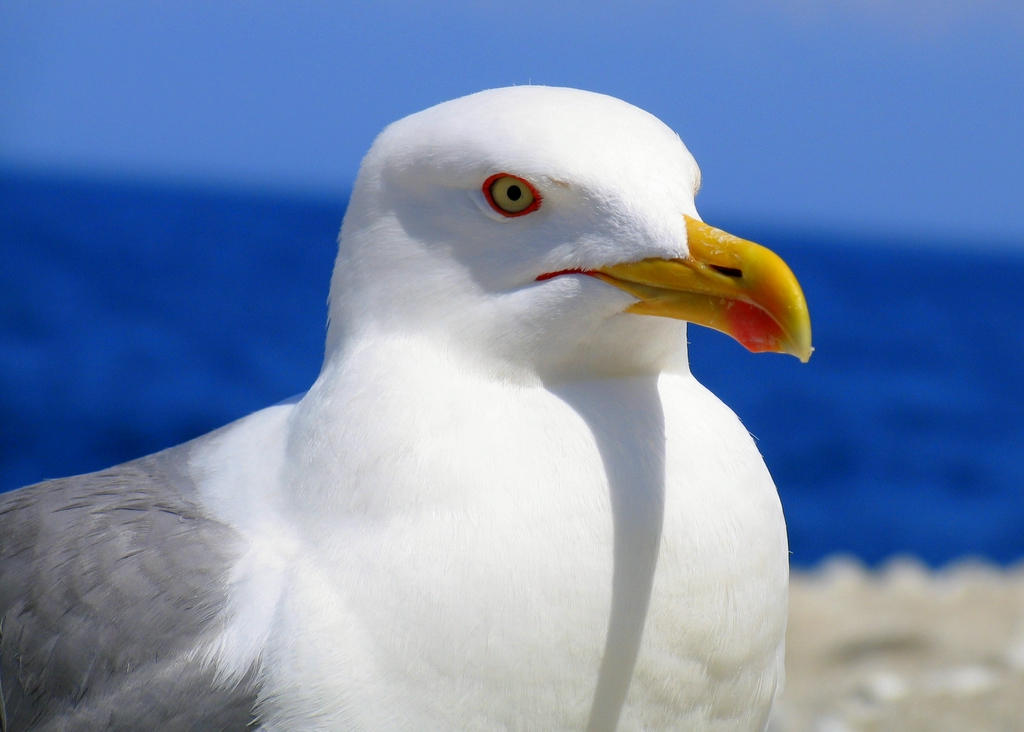
Geelpootmeeuw op Elba, met de rode oogring duidelijk zichtbaar
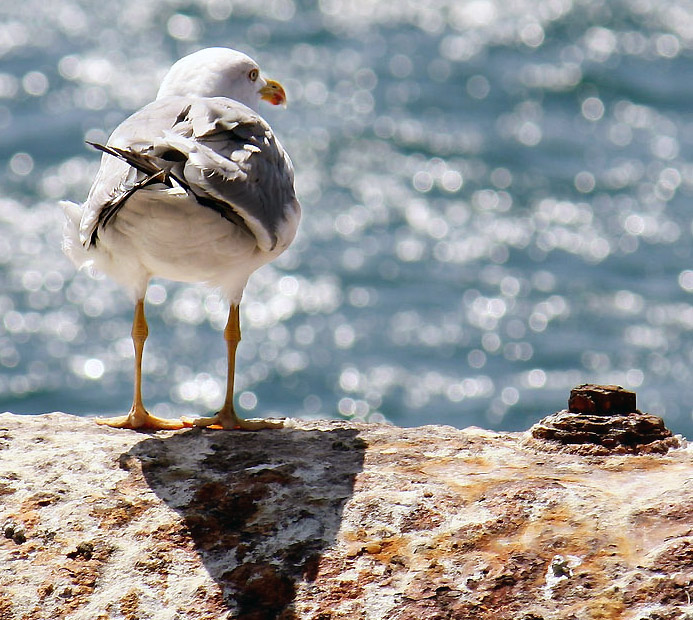
Geelpootmeeuw in Griekenland
- Een juveniele geelpootmeeuw op een havenpaal
- Een juveniele geelpootmeeuw op het strand